# 長安県 (吉林省)
長安県（ちょうあん-けん）は中華人民共和国吉林省にかつて存在した県。
1947年（民国36年）、長春県及び農安県が統合され成立した。1949年に再分割され廃止されている。